# La sposa venduta
La sposa venduta (in ceco Prodaná nevěsta) è un'opera comica in tre atti del compositore ceco Bedřich Smetana, su libretto di Karel Sabina. 
L'opera è considerata come un importante contributo allo sviluppo della musica ceca. 
È stata composta tra il 1863 ed il 1866 ed è stata rappresentata, senza successo, al Teatro Provvisorio di Praga il 30 maggio 1866 in una versione in due atti con dialoghi parlati.
Il 25 settembre 1870 va in scena l'ultima versione, in tre atti, nel Teatro Provvisorio di Praga diretta dal compositore.

## Trama
La vicenda è ambientata in un villaggio del paese e, con personaggi realistici, racconta come, dopo una rivelazione tardiva a sorpresa, il vero amore supera gli sforzi di genitori ambiziosi e sensali di matrimonio. L'opera non fu un successo immediato, e venne rivista ed ampliata nei successivi quattro anni. Nella sua versione finale del 1870, divenne poi un successo mondiale.
L'opera ceca era stata, fino a quel momento, rappresentata da una serie di opere minori di rara esecuzione. Quest'opera, la seconda di Smetana, faceva parte della sua ricerca per creare un tipo specifico di opera ceca.

## Ruoli
| Ruolo                                              | Voce         | Cast della prima, 30 maggio 1866 Direttore: Bedřich Smetana |
| -------------------------------------------------- | ------------ | ----------------------------------------------------------- |
| Krušina, un contadino                              | Baritono     | Josef Paleček                                               |
| Ludmila, sua moglie                                | Soprano      | Marie Procházková                                           |
| Mařenka, loro figlia                               | Soprano      | Eleonora von Ehrenberg                                      |
| Mícha, un proprietario terriero                    | Basso        | Vojtěch Šebesta                                             |
| Háta, sua moglie                                   | Mezzosoprano | Marie Pisařovicová                                          |
| Vašek, il loro figlio                              | Tenore       | Josef Kysela                                                |
| Jeník, figlio di Mícha da un precedente matrimonio | Tenore       | Jindřich Polák                                              |
| Kecal, un sensale di matrimoni                     | Basso        | František Hynek                                             |
| Principál komediantů, Ringmaster                   | Tenore       | Jindřich Mošna                                              |
| Indián, un attore indiano                          | Basso        | Josef Křtín                                                 |
| Esmeralda, ballerina e attrice                     | Soprano      | Terezie Ledererová                                          |

## Esecuzioni

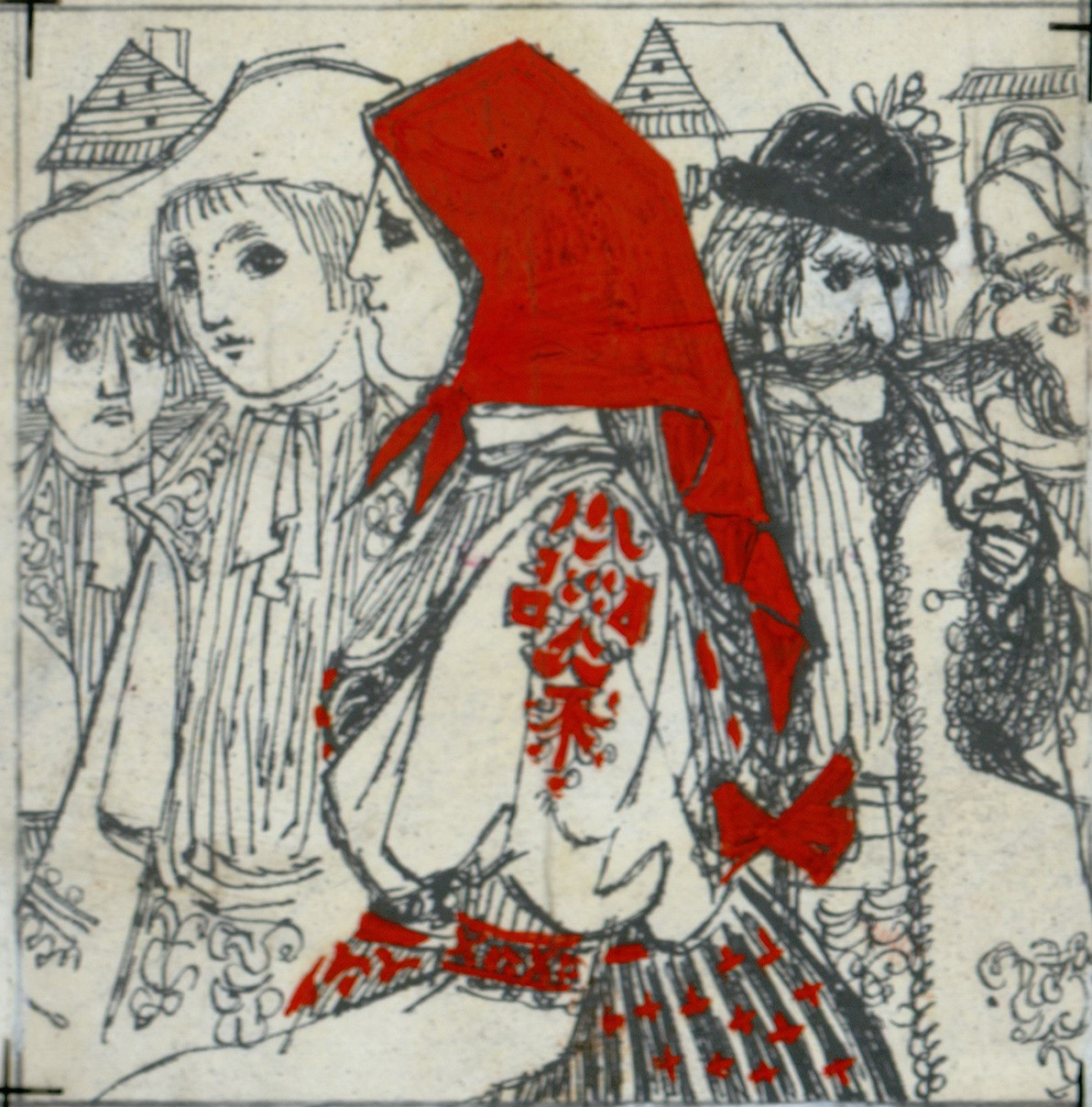
Disegno per copertina di libretto, disegno per La sposa venduta (s.d.). Archivio Storico Ricordi

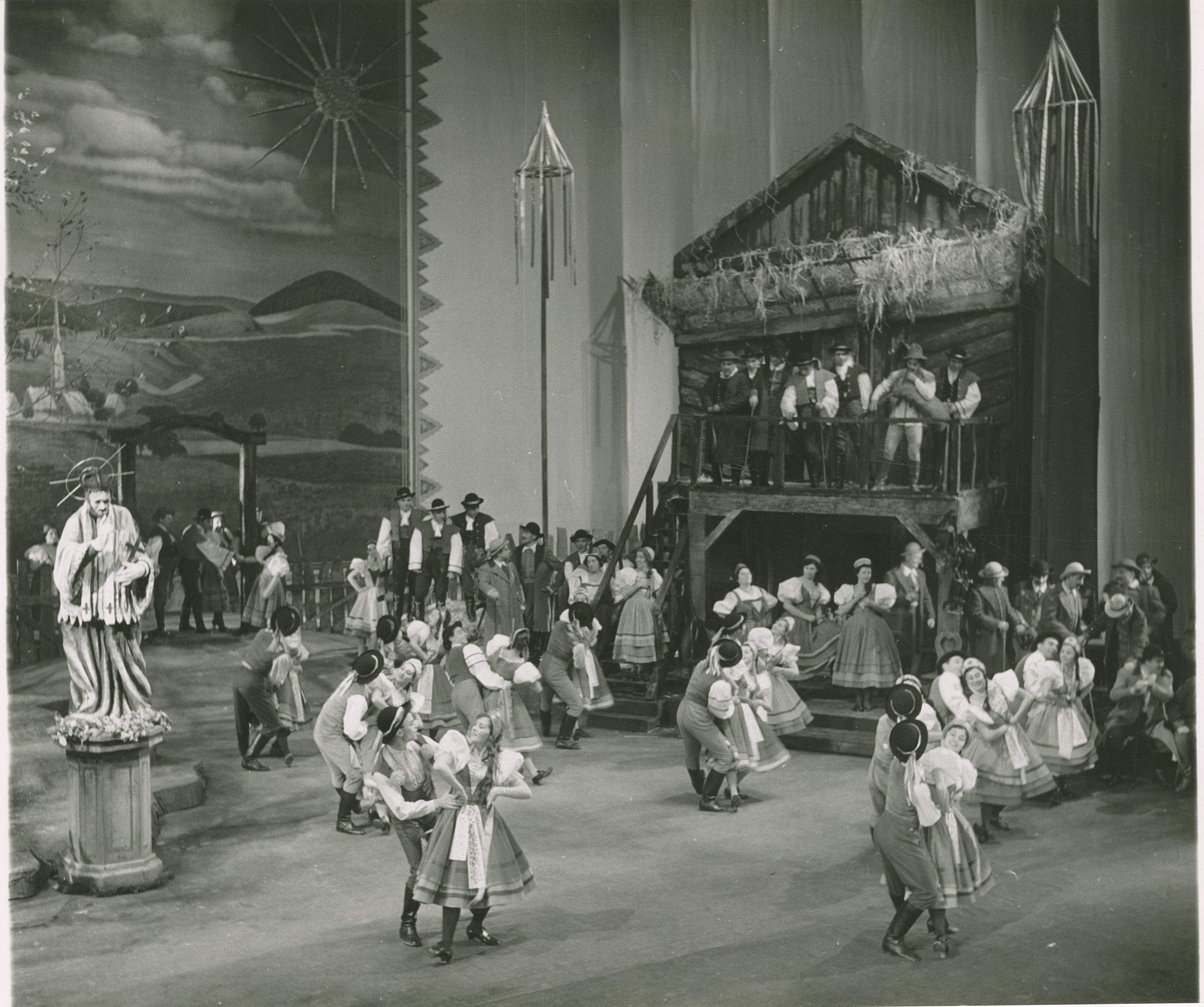
Scena dal primo atto in un allestimento del 1959 del Teatro alla Scala di Milano

- Nel 1893 avviene la prima di Die verkaufte Braut al Theater an der Wien.
- Nel Regno Unito la prima di "Die verkaufte Braut" è stata nel 1895 nel Drury Lane (teatro) di Londra diretta da Franz Schalk.
- Al Wiener Staatsoper va in scena il 4 ottobre 1896 nella traduzione di Max Kalbeck e fino al 1991 ha avuto 483 rappresentazioni.
- Nel 1899 è avvenuta la prima in tedesco al Semperoper di Dresda.
- Nel 1905 avviene la prima nel Teatro Lirico Internazionale di Milano in italiano diretta da Rodolfo Ferrari.
- Al Royal Opera House, Covent Garden di Londra la prima è stata nel 1907 per la Winter German Syndicate Limited.
- Al Metropolitan Opera House di New York la prima di The Bartered Bride è stata nel 1909 diretta da Gustav Mahler e fino al 2011 ha avuto 86 recite.
- Nel 1919 avviene la prima nel Národní Divadlo di Bratislava di "Prodaná nevesta".
- All'Opéra national de Paris la prima è stata nel 1928.
- Nel 1931 avviene la prima nel Theatre Royal di Glasgow.
- Al Teatro alla Scala di Milano la prima è stata nel 1935 nella traduzione di Franco Ghione diretta da Ghione con Tancredi Pasero.
- Al Teatro Verdi (Trieste) va in scena nel 1949 con Fernando Corena.
- Al Teatro San Carlo di Napoli la prima è stata nel 1957 con Sena Jurinac, Sesto Bruscantini e Carlo Cava.
- Per il San Francisco Opera va in scena nel 1958 a Los Angeles con Elisabeth Schwarzkopf e Giorgio Tozzi.
- Per il Teatro La Fenice di Venezia va in scena nel 1968.
- Al Glyndebourne Festival Opera va in scena nel 1999 con la London Philharmonic Orchestra ed Helga Dernesch.

## Pezzi celebri
- Danza dei commedianti - [Skočná]  -  (Tanz der Komödianten)

## Filmografia (parziale)
- La sposa venduta (Die verkaufte Braut), regia di Max Ophüls (1932)